# Želva Reevesova
Želva Reevesova (Mauremys reevesii), též želva trojkýlná, je druhem rodu Mauremys a patří mezi sladkovodní želvy.

## Popis
Karapax má oválný, klenutý. Vystupují z něj tři kýly. Tělo má zbarveno hnědě, hnědočerně až olivově. Na hlavě má výrazné žluté nebo bílé proužky. Samci jsou menší než samičky, dorůstají velikosti 10–12 cm, samice dorůstají 18–20 cm. Je velmi aktivní, často ráda vylézá na břeh kvůli slunění i procházce. Dožívá se věku okolo 20 let. Patří mezi středně dobré plavce.

## Potrava
Patří mezi všežravce. Dává přednost masité potravě, ale jí i vodní rostliny. V zajetí jí lze k potravě přikládat i různou zeleninu (např. čínské zelí nebo hlávkový salát) a listy rostlin. Krmí se malými rybkami, malými šneky, v zajetí se naučí přijímat i kousky masa a vnitřností i granule pro vodní želvy, malé hlodavce a hmyz. Krmná dávka v zajetí musí být pestrá a vyvážená. Zvláště mláďata potřebují dostatek esenciálních látek. Je vhodné přidávat sépiovou kost kvůli vápníku pro želvu.

## Reprodukce
Samice snášejí několikrát do roka 2–3 vejce do vlhkého písku. Délka inkubace vajec závisí na teplotě, trvá asi 80 dnů. Rozmnožuje se bez potíží i v zajetí. Při chovu v zajetí je líhnutí vajíček poměrně snadné. Je třeba vhodný inkubátor a substrát. Snesená vajíčka se musí vždy zahrabat ze 2/3 do substrátu v inkubátoru.

## Výskyt
Žije v Asii na jihu Číny, v Koreji, na Tchaj-wanu a v Japonsku. Obývá klidné vodní toky, zavodňovací kanály a rýžoviště, říční systémy, jezera, tůně a zaplavená pole. Mezinárodní svaz ochrany přírody ji řadí mezi ohrožené druhy.
Je ohrožena lovem, neboť se její plastron používá v tradiční čínské medicíně, a ničením lokalit jejího výskytu ve volné přírodě.